# Picapoll
El picapoll, o la picapolla, és una varietat de cep blanca autòctona del Pla de Bages. El raïm de cep picapoll és poc compacte, de gra menut i ovalat i de pell molt prima i tendra amb unes taques, o picades, d'on li ve el nom. És de maduració tardana.
El vi de picapoll resulta lleuger, amb una graduació i acidesa moderades, amb una aroma fruitada i d'un color groc brillant.
És una varietat escassa que es conrea sobretot a Catalunya i Occitània. En francès s'anomena piquepoul i s'utilitza en els vins de Roine.